# 皇后街 (多倫多)
皇后街為加拿大安大略省多倫多市內的一條主要東西大道，其長度為14.2（8.8英里）。皇后街東起瀑布溪道（Fallingbrook Road），西至朗士華路（Roncesvalles Avenue）和皇帝街（King Street）的交界處，並在駁上女皇道，向西通往怡陶碧谷和密西沙加（在皮爾區内為20號區道）。皇后街被央街（Yonge Street）分為東西兩部分：央街以東稱為皇后東街（Queen Street East）；央街以西則稱為皇后西街（Queen Street West）。皇后東街以住宅區居多，而皇后西街以商業及住宅區佔大多數。
皇后街於1793年建造，為多倫多道路系統中安大略湖湖岸綫以北的第一條東西基線，因此多倫多及周邊地區的東西街道都以皇后街作準，與其平行。初建成時，本街道稱為羅得街（Lot Street），後於1851年更名為皇后街，以紀念維多利亞女王。
介乎大學路（University Avenue）和士巴丹拿道（Spadina Avenue）之間的一段皇后街在過去二十五年間聚集了不少特色音樂及時裝商店，因此亦成為多倫多最著名的購物街之一。此段皇后街也接近多倫多大學、懷雅遜大學和安大略艺术设计大学的校園，並為其帶來年輕的藝術和音樂文化。CHUM傳媒集團旗下的地區電視台Citytv和音樂頻道MuchMusic於1987年進駐皇后西街299號廣播大樓後，更令該帶成為多倫多的傳媒業重鎮之一。種種因素令皇后街成為舉世聞名的國際美術中心，以及多倫多的主要遊客熱點。
多倫多市政府曾於1940年代計劃在市中心一段皇后街底下興建一條地下隧道以供路面電車行駛，從而避開路上的交通。然而，由於來自聯邦政府的撥款出現變數，市政府決定專注發展央街線而擱置皇后街線的工程。到了1950年代末，有見於皇后街在東區被安大略湖湖岸綫截斷，而布魯亞街（Bloor Street）橫跨當河谷的天橋行車綫下則已有預留位置興建鐵路，市政府遂決定將東西地鐵綫建於布魯亞街下，即現今的布魯亞-丹佛線。其後當局曾於1960-70年代將皇后街地鐵綫保留在鐵路規劃大綱中，但最後亦被無限期擱置。現時皇后街上的軌道交通是由多倫多公車局（TTC）旗下的501號皇后街綫提供。